# Иоселиани, Георгий Давидович
Георгий Давидович Иоселиани (груз. გიორგი დავითოვიჩი იოსელიანი; 1917—2005) — советский учёный и педагог, гигиенист, доктор медицинских наук, профессор, член-корреспондент АМН СССР (1984). Заслуженный деятель науки Грузинской ССР (1967).
Лауреат Государственной премии Грузинской ССР (1975).

## Биография
Родился 20 августа 1917 года в Тбилиси.
С 1936 по 1941 год обучался в Тбилисском медицинском институте. С 1941 по 1943 год был участником Великой Отечественной войны в качестве военного хирурга.
С 1943 по 1946 и с 1947 по 1950 год на клинической работе в Тбилисской городской скорой медицинской помощи в должности врача-ординатора. С 1946 по 1947 год на клинической работе в Московской городской скорой медицинской помощи в должности клинического врача-ординатора.
С 1950 по 1990 год на научно-исследовательской и клинической работе в Научно-исследовательском институте экспериментальной и клинической хирургии Грузинской ССР в должностях научного сотрудника, ученого секретаря, заместителя директора этого НИИ по науке и с 1974 года — директор этого НИИ.

### Научно-педагогическая деятельность
Основная научно-педагогическая деятельность Г. Д. Иоселиани была связана с вопросами в области клинической и экспериментальной хирургии. Под руководством Г. Д. Иоселиани были предложены методики хирургического лечения неспецифического язвенного колита, язвенной болезни желудка, двенадцатиперстной кишки и цирроза печени. Г. Д. Иоселиани являлся — членом Научного хирургического совета АМН СССР, членом Президиума Всесоюзного научного медицинского хирургического общества и председателем Грузинского научного хирургического общества.
В 1959 году защитил диссертацию на учёную степень доктор медицинских наук по теме: «К вопросу патогенеза и лечения симптомокомплекса Пика», в 1960 году получил учёное звание профессор. В 1984 году он был избран член-корреспондентом АМН СССР. Под руководством Г. Д. Иоселиани было написано около двухсот научных работ, в том числе монографий. В 1975 году за цикл работ по сосудистой хирургии Г. Д. Иоселиани был удостоен — Государственной премии Грузинской ССР.
Скончался 19 июля 2005 года в Ташкенте.

## Награды
- Орден «Знак Почёта»
- Заслуженный деятель науки Грузинской ССР
- Государственная премия Грузинской ССР